# Arthur Blumenthal

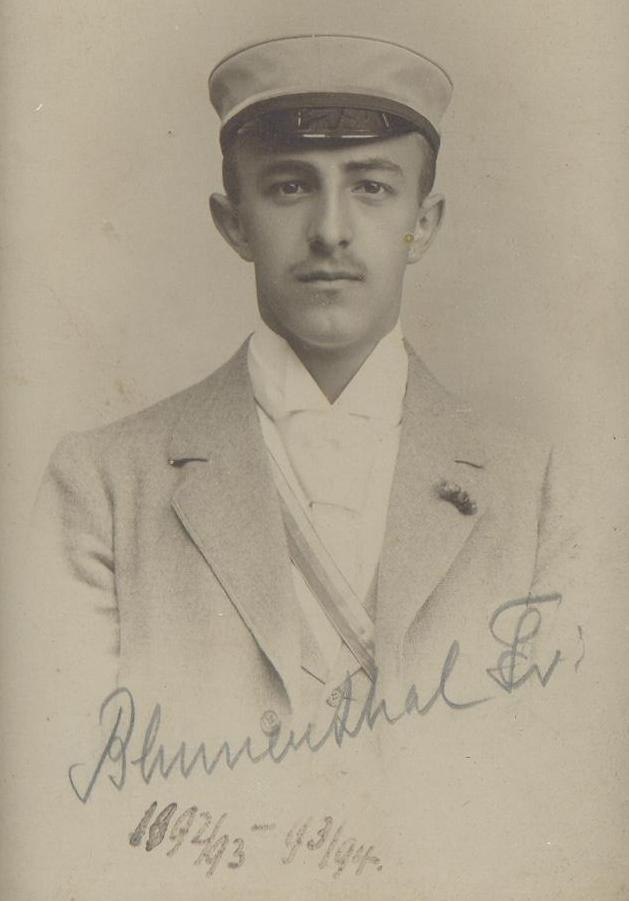
Blumenthal als Student

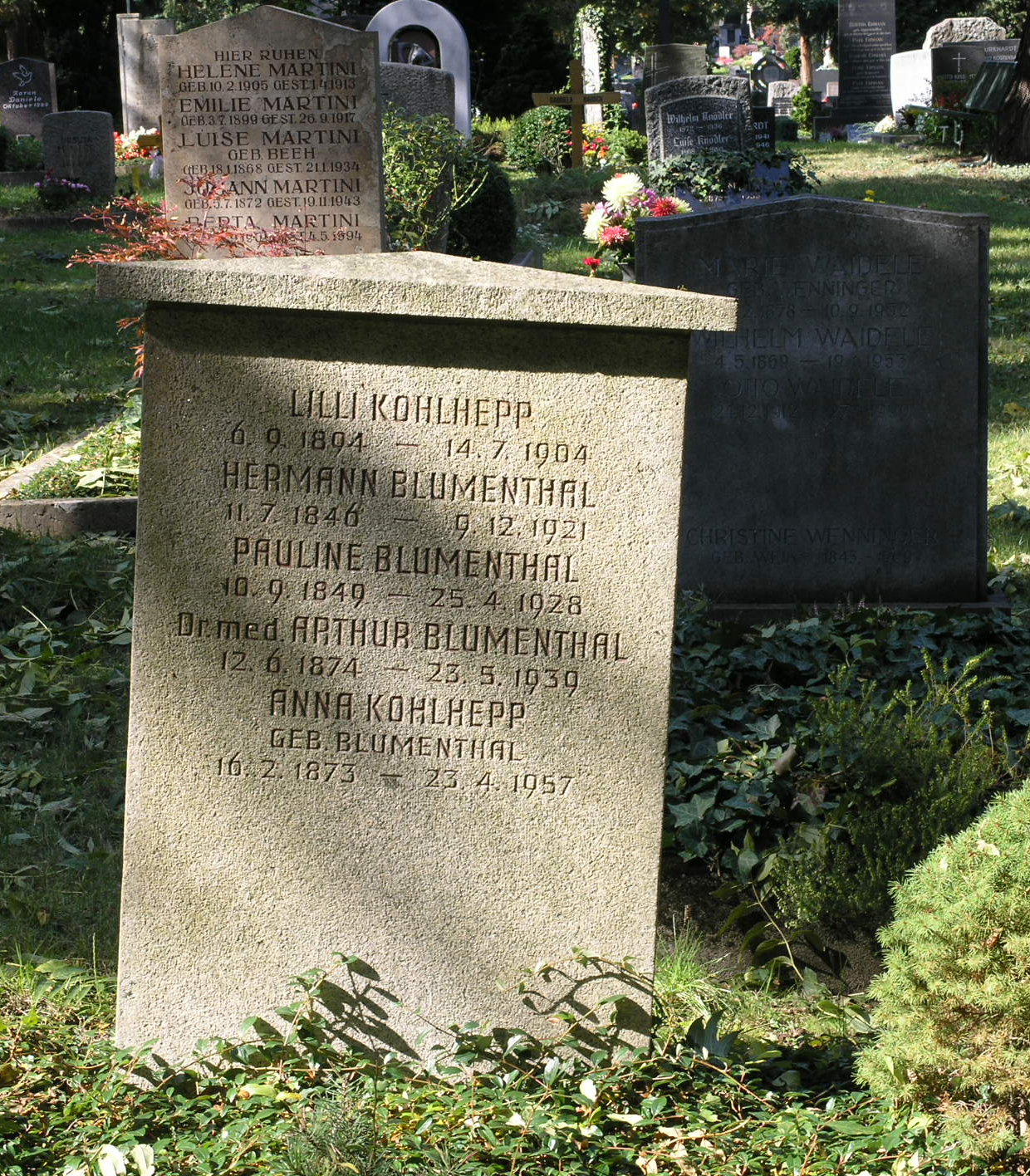
Grabmal auf dem Pragfriedhof in Stuttgart

Arthur Blumenthal (* 12. Juni 1874 in Stuttgart; † 23. Mai 1939 ebenda) war ein deutscher Gynäkologe.

## Leben
Blumenthal legte 1892 in Stuttgart das Abitur ab. Vom Wintersemester 1892/93 bis 1897/98 studierte er an der Eberhard Karls Universität Tübingen Medizin. Hier schloss er sich der Studentenverbindung Landsmannschaft Schottland an, deren Mitglied er bis zu seinem Lebensende war. Im Juni 1898 erhielt er seine Approbation und promovierte mit der Dissertation Über die Wirkung verwandter chemischer Stoffe auf den quergestreiften Muskel zum Dr. med.
Zunächst war Blumenthal am Marienhospital Stuttgart als Facharzt für Frauenheilkunde und Geburtshilfe tätig. Später wurde er Chefarzt der gynäkologischen Abteilung im Marienhospital. Anfang 1904 ließ er sich als selbständiger Frauenarzt in Stuttgart nieder.

## Familie
Blumenthals Eltern waren jüdischer Abstammung. In erster Ehe war er mit Bertha Weil verheiratet. Aus dieser Ehe stammt der Sohn Rudolf Blumenthal (1903). In zweiter Ehe war Blumenthal mit Johanna Hirth, Tochter des Erfinders und Industriellen Albert Hirth vermählt. 1914 wurden ihre Kinder Erika und Erik als Zwillinge geboren. Arthur und Johanna Blumenthal trennten sich vor dem Ausbruch des Zweiten Weltkriegs.